# Listen to the Man
Listen to the Man è un singolo di George Ezra è stato pubblicato dal 29 ottobre 2014 come estratto dall'album di debutto Wanted on Voyage.

## Video musicale
Il video di Listen to the Man è stato pubblicato dal 29 ottobre 2014.

## Tracce
1. Listen to the Man – 3:04